# Bonnie Tyler/Diskografie
Diese Diskografie ist eine Übersicht über die musikalischen Werke der britischen Pop-Rock-Sängerin Bonnie Tyler. Den Schallplattenauszeichnungen zufolge hat sie bisher mehr als 12,8 Millionen Tonträger verkauft, davon alleine in ihrer Heimat über 2,9 Millionen. Ihre erfolgreichste Veröffentlichung ist die Single Total Eclipse of the Heart mit über 3,8 Millionen verkauften Einheiten.

## Alben

### Studioalben
| Jahr | Titel                                | Höchstplatzierung, Gesamtwochen, AuszeichnungChartplatzierungen (Jahr, Titel, Platzierungen, Wochen, Auszeichnungen, Anmerkungen) | Höchstplatzierung, Gesamtwochen, AuszeichnungChartplatzierungen (Jahr, Titel, Platzierungen, Wochen, Auszeichnungen, Anmerkungen) | Höchstplatzierung, Gesamtwochen, AuszeichnungChartplatzierungen (Jahr, Titel, Platzierungen, Wochen, Auszeichnungen, Anmerkungen) | Höchstplatzierung, Gesamtwochen, AuszeichnungChartplatzierungen (Jahr, Titel, Platzierungen, Wochen, Auszeichnungen, Anmerkungen) | Höchstplatzierung, Gesamtwochen, AuszeichnungChartplatzierungen (Jahr, Titel, Platzierungen, Wochen, Auszeichnungen, Anmerkungen) | Anmerkungen                                                |
| Jahr | Titel                                | DE | AT | CH | UK | US | Anmerkungen                                                |
| ---- | ------------------------------------ | --- | --- | --- | --- | --- | ---------------------------------------------------------- |
| 1977 | The World Starts Tonight             | — | — | — | — | — | Erstveröffentlichung: 1977                                 |
| 1978 | Natural Force / It’s a Heartache     | — | — | — | — | US16 Gold · (17 Wo.)US | Erstveröffentlichung: 19. Mai 1978 Verkäufe: + 625.000     |
| 1979 | Diamond Cut                          | — | — | — | — | US145 (5 Wo.)US | Erstveröffentlichung: 1979                                 |
| 1981 | Goodbye to the Island                | — | — | — | — | — | Erstveröffentlichung: 1981                                 |
| 1983 | Faster Than the Speed of Night       | DE20 (14 Wo.)DE | — | CH19 (3 Wo.)CH | UK1 Silber · (45 Wo.)UK | US4 Platin · (32 Wo.)US | Erstveröffentlichung: 4. April 1983 Verkäufe: + 1.540.000  |
| 1986 | Secret Dreams and Forbidden Fire     | DE24 (9 Wo.)DE | AT23 (2 Wo.)AT | CH3 (11 Wo.)CH | UK24 (12 Wo.)UK | US106 (8 Wo.)US | Erstveröffentlichung: 4. Mai 1986 Verkäufe: + 100.000      |
| 1988 | Hide Your Heart / Notes From America | DE64 (1 Wo.)DE | — | CH13 (8 Wo.)CH | UK78 (1 Wo.)UK | — | Erstveröffentlichung: 1. Mai 1988                          |
| 1991 | Bitterblue                           | DE22 (17 Wo.)DE | AT1 Platin · (20 Wo.)AT | CH21 Gold · (16 Wo.)CH | — | — | Erstveröffentlichung: 1. Dezember 1991 Verkäufe: + 225.000 |
| 1992 | Angel Heart                          | DE28 Gold · (24 Wo.)DE | AT9 Gold · (16 Wo.)AT | CH14 Gold · (20 Wo.)CH | — | — | Erstveröffentlichung: 19. Oktober 1992 Verkäufe: + 300.000 |
| 1993 | Silhouette in Red                    | DE28 (12 Wo.)DE | AT25 (8 Wo.)AT | CH23 (6 Wo.)CH | — | — | Erstveröffentlichung: 18. Oktober 1993                     |
| 1995 | Free Spirit                          | — | AT43 (2 Wo.)AT | CH39 (2 Wo.)CH | — | — | Erstveröffentlichung: 15. Oktober 1995                     |
| 1998 | All in One Voice                     | — | — | — | — | — | Erstveröffentlichung: 1998                                 |
| 2003 | Heart and Soul / Heart Strings       | DE41 (3 Wo.)DE | AT32 (5 Wo.)AT | — | — | — | Erstveröffentlichung: 2. März 2003                         |
| 2004 | Simply Believe                       | — | — | CH35 (7 Wo.)CH | — | — | Erstveröffentlichung: 11. April 2004                       |
| 2005 | Wings / Celebrate                    | — | — | — | — | — | Erstveröffentlichung: 15. Mai 2005                         |
| 2013 | Rocks & Honey                        | DE59 (1 Wo.)DE | — | CH59 (1 Wo.)CH | UK52 (2 Wo.)UK | — | Erstveröffentlichung: 8. März 2013                         |
| 2019 | Between the Earth and Stars          | DE23 (4 Wo.)DE | AT24 (2 Wo.)AT | CH11 (4 Wo.)CH | UK34 (2 Wo.)UK | — | Erstveröffentlichung: 15. März 2019                        |
| 2021 | The Best Is Yet to Come              | DE35 (2 Wo.)DE | AT47 (1 Wo.)AT | CH28 (2 Wo.)CH | — | — | Erstveröffentlichung: 26. Februar 2021                     |

grau schraffiert: keine Chartdaten aus diesem Jahr verfügbar

### Livealben
- 2006: Live – Bonnie on Tour
- 2011: Live in Germany 1993 (CD, DVD, Deluxe Edition CD+DVD)
- 2024: In Berlin (Doppel-CD)

### Kompilationen
| Jahr | Titel                                  | Höchstplatzierung, Gesamtwochen, AuszeichnungChartplatzierungen (Jahr, Titel, Platzierungen, Wochen, Auszeichnungen, Anmerkungen) | Höchstplatzierung, Gesamtwochen, AuszeichnungChartplatzierungen (Jahr, Titel, Platzierungen, Wochen, Auszeichnungen, Anmerkungen) | Höchstplatzierung, Gesamtwochen, AuszeichnungChartplatzierungen (Jahr, Titel, Platzierungen, Wochen, Auszeichnungen, Anmerkungen) | Höchstplatzierung, Gesamtwochen, AuszeichnungChartplatzierungen (Jahr, Titel, Platzierungen, Wochen, Auszeichnungen, Anmerkungen) | Höchstplatzierung, Gesamtwochen, AuszeichnungChartplatzierungen (Jahr, Titel, Platzierungen, Wochen, Auszeichnungen, Anmerkungen) | Anmerkungen                                                                             |
| Jahr | Titel                                  | DE | AT | CH | UK | US | Anmerkungen                                                                             |
| ---- | -------------------------------------- | --- | --- | --- | --- | --- | --------------------------------------------------------------------------------------- |
| 1977 | The Hits of Bonnie Tyler               | DE3 Gold · (23 Wo.)DE | AT23 (4 Wo.)AT | — | — | — | Erstveröffentlichung: 15. Februar 1978 Verkäufe: + 250.000                              |
| 1986 | Greatest Hits                          | — | AT20 Gold · (16 Wo.)AT | CH— GoldCH | UK24 (18 Wo.)UK | — | Erstveröffentlichung: 17. November 1986 Verkäufe: + 131.918                             |
| 1989 | Heaven & Hell                          | — | — | CH83 (1 Wo.)CH | UK9 Platin · (12 Wo.)UK | — | Erstveröffentlichung: 13. November 1989 Verkäufe: + 300.000; mit Meat Loaf              |
| 1993 | The Very Best of Bonnie Tyler          | DE3 Platin · (42 Wo.)DE | AT17 (15 Wo.)AT | CH6 Platin · (23 Wo.)CH | — | — | Erstveröffentlichung: 25. Januar 1993 Verkäufe: + 550.000 Charteinstieg in US erst 2017 |
| 1994 | The Very Best of Bonnie Tyler Volume 2 | DE39 (9 Wo.)DE | AT38 (2 Wo.)AT | CH22 (9 Wo.)CH | — | — | Erstveröffentlichung: 13. Februar 1994                                                  |
| 1999 | Power and Passion                      | DE88 (1 Wo.)DE | — | — | — | — | Erstveröffentlichung: 5. Juli 1999                                                      |
| 2007 | From the Heart: Greatest Hits          | — | — | — | UK18 Silber · (6 Wo.)UK | — | Erstveröffentlichung: 12. März 2007 Verkäufe: + 67.500                                  |
| 2009 | Ravishing: The Best of                 | — | — | CH70 (1 Wo.)CH | — | — | Erstveröffentlichung: 30. März 2009                                                     |
| 2015 | The Very Best of Bonnie Tyler [2015]   | — | — | — | — | US180 (1 Wo.)US | Erstveröffentlichung: 25. September 2015 Charteinstieg in US erst 2017                  |

grau schraffiert: keine Chartdaten aus diesem Jahr verfügbar
Weitere Kompilationen
- 1981: The Very Best of Bonnie Tyler
- 1992: Here Am I (Verkäufe: + 250.000, DE: Gold)
- 1993: The Best (Verkäufe: + 360.000, UK: Silber)
- 1994: Comeback: Single Collection ’90–’94
- 1995: The Definitive Collection
- 1995: Straight from the Heart – The Very Best of Bonnie Tyler (Verkäufe: + 60.000, UK: Silber)
- 1995: Best Ballads
- 1995: The Ultimate Collection
- 1998: The Love Collection
- 1998: The Beauty and the Best
- 1999: Super Hits
- 2001: Greatest Hits (Verkäufe: + 157.605)
- 2002: Total Eclipse Anthology
- 2009: Collections 2008

### EPs
- 1977: It’s a Heartache

## Singles

### Als Leadmusikerin
| Jahr | Titel Album                                                                          | Höchstplatzierung, Gesamtwochen, AuszeichnungChartplatzierungen (Jahr, Titel, Album, Platzierungen, Wochen, Auszeichnungen, Anmerkungen) | Höchstplatzierung, Gesamtwochen, AuszeichnungChartplatzierungen (Jahr, Titel, Album, Platzierungen, Wochen, Auszeichnungen, Anmerkungen) | Höchstplatzierung, Gesamtwochen, AuszeichnungChartplatzierungen (Jahr, Titel, Album, Platzierungen, Wochen, Auszeichnungen, Anmerkungen) | Höchstplatzierung, Gesamtwochen, AuszeichnungChartplatzierungen (Jahr, Titel, Album, Platzierungen, Wochen, Auszeichnungen, Anmerkungen) | Höchstplatzierung, Gesamtwochen, AuszeichnungChartplatzierungen (Jahr, Titel, Album, Platzierungen, Wochen, Auszeichnungen, Anmerkungen) | Anmerkungen                                                                  |
| Jahr | Titel Album                                                                          | DE | AT | CH | UK | US | Anmerkungen                                                                  |
| ---- | ------------------------------------------------------------------------------------ | --- | --- | --- | --- | --- | ---------------------------------------------------------------------------- |
| 1976 | Lost in France The World Starts Tonight                                              | DE3 (33 Wo.)DE | AT12 (20 Wo.)AT | — | UK9 (10 Wo.)UK | — | Erstveröffentlichung: 18. Oktober 1976                                       |
| 1977 | More Than a Lover The World Starts Tonight                                           | DE44 (1 Wo.)DE | — | — | UK27 (6 Wo.)UK | — | Erstveröffentlichung: 7. März 1977                                           |
| 1977 | Heaven Natural Force / It’s a Heartache                                              | DE24 (22 Wo.)DE | — | — | — | — | Erstveröffentlichung: 15. August 1977                                        |
| 1977 | It’s a Heartache Natural Force / It’s a Heartache                                    | DE2 (22 Wo.)DE | AT3 (20 Wo.)AT | CH3 (15 Wo.)CH | UK4 Gold · (12 Wo.)UK | US3 Gold · (21 Wo.)US | Erstveröffentlichung: 4. November 1977 Verkäufe: + 2.575.000                 |
| 1978 | Here Am I Natural Force / It’s a Heartache                                           | DE18 (9 Wo.)DE | — | — | — | — | Erstveröffentlichung: 1. Mai 1978                                            |
| 1979 | Married Men The World Is Full of Married Men (OST)                                   | — | — | — | UK35 (6 Wo.)UK | — | Erstveröffentlichung: 18. Juni 1979                                          |
| 1983 | Total Eclipse of the Heart Faster Than the Speed of Night                            | DE16 Gold · (18 Wo.)DE | — | CH3 (9 Wo.)CH | UK1 ×2Doppelplatin + Silber · (16 Wo.)UK                                                                                                 | US1 Platin · (29 Wo.)US | Erstveröffentlichung: 7. Februar 1983 Verkäufe: + 3.855.000                  |
| 1983 | Faster Than the Speed of Night                                                       | — | — | — | UK43 (5 Wo.)UK | — | Erstveröffentlichung: 18. April 1983                                         |
| 1983 | Have You Ever Seen the Rain? Faster Than the Speed of Night                          | DE63 (4 Wo.)DE | — | — | UK47 (3 Wo.)UK | — | Erstveröffentlichung: 13. Juni 1983                                          |
| 1983 | Take Me Back Faster Than the Speed of Night                                          | — | — | — | — | US46 (9 Wo.)US | Erstveröffentlichung: 31. Dezember 1983                                      |
| 1984 | Getting So Excited Faster Than the Speed of Night                                    | — | — | — | UK85 (2 Wo.)UK | — | Erstveröffentlichung: 26. Februar 1984                                       |
| 1984 | Holding Out for a Hero Footloose (OST)                                               | DE19 Gold · (11 Wo.)DE | AT19 (2 Wo.)AT | — | UK2 Platin · (16 Wo.)UK | US34 (13 Wo.)US | Erstveröffentlichung: 31. März 1984 Verkäufe: + 1.010.000                    |
| 1984 | Here She Comes Metropolis (OST)                                                      | DE43 (8 Wo.)DE | AT13 (6 Wo.)AT | — | UK98 (1 Wo.)UK | US76 (5 Wo.)US | Erstveröffentlichung: 18. August 1984                                        |
| 1985 | Loving You’s a Dirty Job but Somebody’s Gotta Do It Secret Dreams and Forbidden Fire | DE41 (7 Wo.)DE | — | CH24 (6 Wo.)CH | UK73 (6 Wo.)UK | — | Erstveröffentlichung: 9. November 1985 mit Todd Rundgren                     |
| 1986 | If You Were a Woman (And I Was a Man) Secret Dreams and Forbidden Fire               | DE36 (9 Wo.)DE | — | CH16 (10 Wo.)CH | UK78 (3 Wo.)UK | US77 (6 Wo.)US | Erstveröffentlichung: 31. März 1986 Verkäufe: + 250.000                      |
| 1986 | Band of Gold Secret Dreams and Forbidden Fire                                        | — | — | — | UK81 (3 Wo.)UK | — | Erstveröffentlichung: 2. Juni 1986                                           |
| 1988 | The Best Hide Your Heart                                                             | — | — | — | UK95 (2 Wo.)UK | — | Erstveröffentlichung: 18. Januar 1988                                        |
| 1991 | Bitterblue                                                                           | DE17 (16 Wo.)DE | AT5 (20 Wo.)AT | — | — | — | Erstveröffentlichung: 25. Januar 1991                                        |
| 1992 | Against the Wind Bitterblue                                                          | DE36 (7 Wo.)DE | AT13 (12 Wo.)AT | — | — | — | Erstveröffentlichung: 13. Januar 1992                                        |
| 1992 | Fools Lullaby Angel Heart                                                            | DE29 (12 Wo.)DE | AT17 (12 Wo.)AT | — | — | — | Erstveröffentlichung: 19. Oktober 1992                                       |
| 1993 | Call Me Angel Heart                                                                  | DE86 (4 Wo.)DE | — | — | — | — | Erstveröffentlichung: 15. Februar 1993                                       |
| 1993 | Sally Comes Around Silhouette in Red                                                 | DE76 (3 Wo.)DE | — | — | — | — | Erstveröffentlichung: 18. Oktober 1993                                       |
| 1996 | Making Love Out of Nothing at All Free Spirit                                        | — | — | — | UK45 (2 Wo.)UK | — | Erstveröffentlichung: 15. Januar 1996                                        |
| 1996 | You’re the One Free Spirit                                                           | DE99 (1 Wo.)DE | — | — | — | — | Erstveröffentlichung: 29. Januar 1996                                        |
| 1996 | Limelight Free Spirit (Limited-Edition)                                              | DE76 (4 Wo.)DE | — | — | — | — | Erstveröffentlichung: 29. Juli 1996                                          |
| 1998 | He’s the King All in One Voice                                                       | DE95 (2 Wo.)DE | — | — | — | — | Erstveröffentlichung: 4. Februar 1998                                        |
| 2004 | Si demain… (Turn Around) Simply Believe                                              | — | — | CH7 (34 Wo.)CH | — | — | Erstveröffentlichung: 18. Januar 2004 Verkäufe: + 550.000; mit Kareen Antonn |
| 2004 | Si tout s’arrete Simply Believe                                                      | — | — | CH25 (15 Wo.)CH | — | — | Erstveröffentlichung: 6. Juni 2004 mit Kareen Antonn                         |
| 2013 | Believe in Me Rocks & Honey                                                          | — | — | — | UK93 (1 Wo.)UK | — | Erstveröffentlichung: 22. März 2013 Beitrag zum Eurovision Song Contest 2013 |
| 2023 | Together –                                                                           | — | — | — | — | — | Erstveröffentlichung: 4. Juli 2025 mit David Guetta & Hypaton                |

Weitere Singles
| - 1976: My My Honeycomb - 1978: Hey Love - 1978: If I Sing You a Love Song - 1978: Louisiana Rain - 1979: My Guns Are Loaded - 1979: Too Good to Last - 1979: What a Way to Treat My Heart - 1979: I Believe in Your Sweet Love - 1979: Sitting on the Edge of the Ocean - 1979: Sola a la orilla del mar - 1980: I’m Just a Woman - 1980: Goodbye to the Island - 1981: Sayonara Tokyo - 1983: Straight from the Heart - 1983: Tears (mit Frankie Miller) - 1986: Rebel Without a Clue - 1986: Lovers Again - 1986: It’s Not Easy - 1986: No Way to Treat a Lady - 1986: Sem limites pra sonhar (mit Fábio Jr.) - 1988: Hide Your Heart - 1988: Save Up All Your Tears - 1988: Don’t Turn Around - 1989: Notes from America | - 1989: Merry Christmas - 1990: Breakout - 1991: Endless Night - 1992: Where Were You - 1992: The Desert Is in Your Heart (mit Sophia Arbaniti) - 1993: God Gave Love to You - 1993: From the Bottom of My Lonely Heart - 1993: You Are So Beautiful - 1993: Stay - 1994: Say Goodbye - 1994: Back Home - 1995: Two Out of Three Ain’t Bad - 1998: Heaven - 2002: Amazed - 2003: Against All Odds (Take a Look at Me Now) - 2003: Learning to Fly - 2005: Louise - 2005: Celebrate - 2007: Total Eclipse of the Heart (mit BabyPinkStar) - 2009: Total Eclipse of the Heart (mit Only Men Aloud!) - 2010: Making Love Out of Nothing at All (mit Matt Petrin) - 2020: When the Lights Go Down - 2021: The Best Is Yet to Come - 2021: Dreams Are Not Enough |

### Als Gastmusikerin
| Jahr | Titel Album                                                | Höchstplatzierung, Gesamtwochen, AuszeichnungChartplatzierungen (Jahr, Titel, Album, Platzierungen, Wochen, Auszeichnungen, Anmerkungen) | Höchstplatzierung, Gesamtwochen, AuszeichnungChartplatzierungen (Jahr, Titel, Album, Platzierungen, Wochen, Auszeichnungen, Anmerkungen) | Höchstplatzierung, Gesamtwochen, AuszeichnungChartplatzierungen (Jahr, Titel, Album, Platzierungen, Wochen, Auszeichnungen, Anmerkungen) | Höchstplatzierung, Gesamtwochen, AuszeichnungChartplatzierungen (Jahr, Titel, Album, Platzierungen, Wochen, Auszeichnungen, Anmerkungen) | Höchstplatzierung, Gesamtwochen, AuszeichnungChartplatzierungen (Jahr, Titel, Album, Platzierungen, Wochen, Auszeichnungen, Anmerkungen) | Anmerkungen                                                                |
| Jahr | Titel Album                                                | DE | AT | CH | UK | US | Anmerkungen                                                                |
| ---- | ---------------------------------------------------------- | --- | --- | --- | --- | --- | -------------------------------------------------------------------------- |
| 1983 | A Rockin’ Good Way The Bop Won’t Stop                      | DE22 (11 Wo.)DE | AT9 (12 Wo.)AT | CH10 (8 Wo.)CH | UK5 (9 Wo.)UK | — | Erstveröffentlichung: 26. Dezember 1983 Shakin’ Stevens feat. Bonnie Tyler |
| 1987 | Let It Be -                                                | DE3 (14 Wo.)DE | AT4 (14 Wo.)AT | CH1 (14 Wo.)CH | UK1 (7 Wo.)UK | — | Erstveröffentlichung: 23. März 1987 mit Ferry Aid                          |
| 1987 | Islands                                                    | DE41 (15 Wo.)DE | — | CH22 (4 Wo.)CH | UK100 (1 Wo.)UK | — | Erstveröffentlichung: 14. September 1987 Mike Oldfield feat. Bonnie Tyler  |
| 2004 | Vergiß es (Forget It) Déjà vu: Das Beste von Matthias Reim | DE64 (9 Wo.)DE | — | — | — | — | Erstveröffentlichung: 13. September 2004 Matthias Reim feat. Bonnie Tyler  |

Weitere Gastbeiträge
- 1990: Into the Sunset (Mike Batt mit Bonnie Tyler)
- 1992: Petheno stin erimia (The Desert Is in Your Heart) (Sofía Arvaníti & Bonnie Tyler)
- 2004: Rock Theme (Kareen Antonn mit Bonnie Tyler)
- 2010: Die wilden Tränen (Salty Rain) (Matthias Reim feat. Bonnie Tyler)

## Videoalben
- 1986: Bonnie Tyler: The Video
- 2006: Live – Bonnie on Tour
- 2007: The Complete Bonnie Tyler
- 2010: Musas do Pop (mit Olivia Newton-John)

## Boxsets
- 1992: 3 Original Classics (3CD)
- 1995: Bonnie Tyler Best (nur Frankreich, 3CD)
- 1995: Greatest Hits (Castle Spectrum, 3CD)
- 1996: All the Best (3CD)
- 2011: Best Of (3CD)
- 2013: All the Hits (3CD)
- 2016: La Sélection Best Of (nur Frankreich, 3CD)

## Statistik

### Chartauswertung
|                     | DE     | AT     | CH     | UK    | US    |
| ------------------- | ------ | ------ | ------ | ----- | ----- |
| Nummer-eins-Alben   | DE—DE  | AT1AT  | CH—CH  | UK1UK | US—US |
| Top-10-Alben        | DE2DE  | AT2AT  | CH2CH  | UK2UK | US1US |
| Alben in den Charts | DE13DE | AT11AT | CH14CH | UK7UK | US5US |

|                       | DE     | AT    | CH    | UK     | US    |
| --------------------- | ------ | ----- | ----- | ------ | ----- |
| Nummer-eins-Singles   | DE—DE  | AT—AT | CH1CH | UK2UK  | US1US |
| Top-10-Singles        | DE3DE  | AT4AT | CH5CH | UK6UK  | US2US |
| Singles in den Charts | DE23DE | AT9AT | CH9CH | UK18UK | US6US |

### Auszeichnungen für Musikverkäufe
| Silberne Schallplatte - Frankreich - 1986: für die Single If You Were a Woman (And I Was a Man) Goldene Schallplatte - Dänemark - 2024: für die Single Holding Out for a Hero - Finnland - 1979: für das Album Natural Force / It’s a Heartache - 1992: für das Album Greatest Hits (1986) - 2003: für das Album Greatest Hits (2001) - Frankreich - 1983: für das Album Faster Than the Speed of Night - 1983: für die Single Total Eclipse of the Heart - 1986: für das Album Secret Dreams and Forbidden Fire - Hongkong - 1985: für das Album Faster Than the Speed of Night - Italien - 2024: für die Single Holding Out for a Hero - Kanada - 1978: für die Single It’s a Heartache - Neuseeland - 2025: für das Album From the Heart: Greatest Hits - Niederlande - 1994: für das Album Greatest Hits (1986) - Norwegen - 1983: für das Album Faster Than the Speed of Night - Portugal - 2022: für die Single Total Eclipse of the Heart - 2023: für die Single Holding Out for a Hero - Schweden - 1992: für das Album Bitterblue - 2001: für das Album Greatest Hits (2001) - Spanien - 2001: für das Album Greatest Hits (2001) - 2024: für die Single Holding Out for a Hero | Platin-Schallplatte - Belgien - 2004: für die Single Si demain… (Turn Around) - Dänemark - 2022: für die Single Total Eclipse of the Heart - Frankreich - 1978: für die Single It’s a Heartache - 1997: für das Album The Best - 2003: für die Single Si demain… (Turn Around) - Italien - 2015: für die Single Total Eclipse of the Heart - Kanada - 1978: für das Album Natural Force / It’s a Heartache - 1984: für die Single Total Eclipse of the Heart - Neuseeland - 1983: für das Album Faster Than the Speed of Night - 2021: für die Single Holding Out for a Hero - Norwegen - 2002: für das Album Greatest Hits (2001) - Schweden - 1983: für das Album Faster Than the Speed of Night 2× Platin-Schallplatte - Kanada - 1984: für das Album Faster Than the Speed of Night - Neuseeland - 2022: für die Single Total Eclipse of the Heart - Spanien - 2024: für die Single Total Eclipse of the Heart 3× Platin-Schallplatte - Norwegen - 1992: für das Album Bitterblue 4× Platin-Schallplatte - Australien - 2019: für die Single Total Eclipse of the Heart |

Anmerkung: Auszeichnungen in Ländern aus den Charttabellen bzw. Chartboxen sind in ebendiesen zu finden.
| Land/RegionAuszeichnungen für Musikverkäufe (Land/Region, Auszeichnungen, Verkäufe, Quellen) | Silber     | Gold       | Platin       | Verkäufe  | Quellen                                                    |
| -------------------------------------------------------------------------------------------- | ---------- | ---------- | ------------ | --------- | ---------------------------------------------------------- |
| Australien (ARIA)                                                                            | —          | —          | 4× Platin4   | 280.000   | aria.com.au                                                |
| Belgien (BRMA)                                                                               | —          | —          | Platin1      | 50.000    | ultratop.be                                                |
| Dänemark (IFPI)                                                                              | —          | Gold1      | Platin1      | 135.000   | ifpi.dk                                                    |
| Deutschland (BVMI)                                                                           | —          | 5× Gold5   | Platin1      | 1.750.000 | musikindustrie.de                                          |
| Finnland (IFPI)                                                                              | —          | 3× Gold3   | —            | 74.523    | ifpi.fi                                                    |
| Frankreich (SNEP)                                                                            | Silber1    | 3× Gold3   | 3× Platin3   | 2.250.000 | infodisc.fr                                                |
| Hongkong (IFPI/HKRIA)                                                                        | —          | Gold1      | —            | 10.000    | ifpihk.org                                                 |
| Italien (FIMI)                                                                               | —          | Gold1      | Platin1      | 80.000    | fimi.it                                                    |
| Kanada (MC)                                                                                  | —          | Gold1      | 4× Platin4   | 475.000   | musiccanada.com                                            |
| Neuseeland (RMNZ)                                                                            | —          | Gold1      | 4× Platin4   | 117.500   | radioscope.co.nz NZ2                                       |
| Niederlande (NVPI)                                                                           | —          | Gold1      | —            | 50.000    | nvpi.nl                                                    |
| Norwegen (IFPI)                                                                              | —          | Gold1      | 4× Platin4   | 250.000   | ifpi.no (Memento vom 5. November 2012 im Internet Archive) |
| Österreich (IFPI)                                                                            | —          | 2× Gold2   | Platin1      | 100.000   | ifpi.at                                                    |
| Portugal (AFP)                                                                               | —          | 2× Gold2   | —            | 10.000    | Einzelnachweise                                            |
| Schweden (IFPI)                                                                              | —          | 2× Gold2   | Platin1      | 190.000   | sverigetopplistan.se                                       |
| Schweiz (IFPI)                                                                               | —          | 3× Gold3   | Platin1      | 125.000   | hitparade.ch                                               |
| Spanien (Promusicae)                                                                         | —          | 2× Gold2   | 2× Platin2   | 200.000   | elportaldemusica.es                                        |
| Vereinigte Staaten (RIAA)                                                                    | —          | 2× Gold2   | 2× Platin2   | 3.500.000 | riaa.com                                                   |
| Vereinigtes Königreich (BPI)                                                                 | 5× Silber5 | Gold1      | 4× Platin4   | 3.190.000 | bpi.co.uk                                                  |
| Insgesamt                                                                                    | 6× Silber6 | 32× Gold32 | 34× Platin34 |           |                                                            |